# Libero arbitrio (Nietzsche)
(F. Nietzsche, Umano, troppo umano, Seconda Sezione, aforisma 107)
Il filosofo tedesco Friedrich Nietzsche assume come punto di partenza della sua teoria del libero arbitrio il negare che esista sia la libertà di volere sia la non libertà di volere: per lui la distinzione è invece tra libertà forti e libertà deboli , perciò il libero arbitrio è solo un'illusione umana.

## La realtà come complesso organico e continuo
L'uomo è convinto di agire liberamente poiché non si rende conto che la sua singola azione è inserita in un più ampio contesto dove ogni accadimento fa parte di una concatenazione causale: egli crede che il suo singolo evento sia isolato e separato e che egli lo abbia determinato fortemente e liberamente: la ragione umana infatti non fa che estrapolare singoli fatti da quel complesso organico e continuo dove non esistono separazioni o fratture, che invece noi effettuiamo per comodità poiché solo semplificando e schematizzando possiamo agire sulla realtà. 
Per questa necessità di agire "liberamente" sulla realtà,

## L'ingannevole libertà dei forti e dei deboli
Le razze "boriose", nel figurato linguaggio nicciano, sono quelle di cui fa parte "l'uomo forte" che «crede inconsciamente che [egli stesso] debba anche essere sempre l'elemento della sua libertà...un'esperienza che [questi] ha fatto nel campo sociale-politico viene trasferita in modo falso nell'estremo campo metafisico: ivi l'uomo forte è anche uomo libero...La teoria della libertà del volere è un'invenzione di classi dominanti.» 
L'uomo forte cioè trasforma la sua singola esigenza di affermazione nell'esistenza metafisica della libertà.
Ma anche agli uomini deboli appartiene l'inganno della libertà di volere. Infatti di fronte all'uomo forte «la prudenza d'infimo rango» dell'uomo debole «si dà il pomposo travestimento della virtù rinunciataria, silenziosa...[dove covano sotto la cenere le passioni dell'odio e della vendetta]» come se la sua debolezza fosse qualcosa di voluto, una scelta, un merito rendendo possibile «alla maggioranza dei mortali, ai deboli e agli oppressi di ogni sorta quel sublime inganno di sé che sta nell'interpretare la debolezza stessa come libertà, il suo esser-così-e-così come merito» 
Io, cioè, sono umilmente sottomesso ma lo sono per una mia virtuosa libera scelta.

## La negazione della non-libertà del volere
Negata la libertà di volere si deve altrettanto negare la non-libertà del volere, «la volontà non libera»  propria di quella teoria del determinismo che concepisce l'uomo manovrato da un complesso di cause e motivazioni, indipendenti dalla sua volontà, che lo privano di ogni autonomia nel suo agire.
Ma anche in questo caso l'errore consiste nel voler isolare dall'unione organica della realtà degli elementi singoli come, in questo caso, quelli di causa ed effetto.
Dire che ogni effetto è determinato da una causa equivale a dire che si tratta di due enti distinti ma, se si sostiene il totale determinismo, allora nella totalità, in quel complesso organico e continuo che è la realtà, non c'è distinzione, i due (causa ed effetto) formano un tutt'uno indivisibile nell'unità di sistema.
Quando noi distinguiamo la scelta dalla causa, in realtà a quel punto la nostra scelta comprende già tutto il complesso delle motivazioni presenti nel sistema. Motivazioni che non ci condizionano ma che ci fanno essere quello che siamo poiché l'intero mondo viene a coincidere con noi.
Nella totalità cosmica, uomo e mondo sono astrazioni e non ha senso cercare la libertà dal mondo circostante, poiché l'uomo coincide con il mondo e la libertà dell'uomo coincide con quella del mondo. La libertà vera dell'uomo coincide con la sua convinta adesione all'ordine del cosmo.

## L'avvento del "fanciullo"
Quando con il libero arbitrio l'uomo ingannevolmente dice «io voglio», nega la sua soggezione nei confronti della realtà ma nega anche l'identificazione di se stesso con il mondo, con la natura, con quello che lo fa essere quello che è, e così facendo si allontana da quella originale armonia pagana con la totalità delle cose che caratterizza la figura del "fanciullo" che conquista liberamente il mondo:
Sì, per il giuoco della creazione, fratelli, occorre un sacro dire di sì: ora lo spirito vuole la sua volontà, il perduto per il mondo conquista per sé il suo mondo.»
La teoria del libero arbitrio ha costituito uno dei punti di forza del cristianesimo, che nel proclamare l'uomo libero nelle sue azioni gliene fa assumere anche la responsabilità, da cui spesso nasce il senso di colpa e di peccato e la necessità della conseguente pena per la sua colpevolezza presunta. «I sacerdoti posti al vertice delle antiche comunità vollero crearsi un diritto di irrogare delle pene mentre nessuno dà all'uomo – né Dio, né la società, né i suoi genitori e antenati, né lui stesso – le sue proprie caratteristiche.»  ignorando che egli non è determinato dagli altri ma dalla sua coincidenza con il mondo che lo fa essere quello che è.
Ma l'avvento di Dioniso rivelerà all'uomo che egli non è libero e lo affrancherà dal senso di colpa nella gioiosa accettazione del suo fato, il destino al quale non può sottrarsi, poiché è esso stesso l'unico in grado di realizzarlo compiutamente come oltreuomo, aderendo all'identificazione con il mondo che egli stesso crea.